# Set Fire to the Rain
Set Fire to the Rain is de tweede single van Adele's album 21. In het nummer staat het verwerken van haar liefdesverdriet centraal. In het Verenigd Koninkrijk en Ierland is het nummer Someone Like You uitgebracht als tweede single, naar aanleiding van haar optreden bij de Brit Awards. Met dit nummer bereikte zij voor het eerst de nummer 1-positie in haar thuisland.
Set Fire to the Rain heeft succes weten te behalen in Nederland, met onder andere een "Megahit" op 3FM en de "Alarmschijf" op Radio 538, en in België, met een nummer 1-notering in de Vlaamse Ultratop 50 en "Top 40 Hitlist" van Q-Music.
Er is ook een remix van het nummer gemaakt.

## Hitnoteringen

### Nederlandse Top 40
| Positie: | 13 | 2  | 2  | 2  | 1  | 2  | 2  | 3  | 2  | 3  | 3  | 3   |
| Week:    | 13 | 14 | 15 | 16 | 17 | 18 | 19 | 20 | 21 | 22 | 23 |     |
| Positie: | 3  | 4  | 5  | 6  | 10 | 11 | 13 | 14 | 20 | 22 | 32 | uit |

### NederlandseSingle Top 100
| Hitnotering: (Week 1 t/m 49) 26-02-2011 t/m 28-01-2012 Hitnotering: (Week 50 t/m 51) 28-11-2015 t/m 05-12-2015 | Hitnotering: (Week 1 t/m 49) 26-02-2011 t/m 28-01-2012 Hitnotering: (Week 50 t/m 51) 28-11-2015 t/m 05-12-2015 | Hitnotering: (Week 1 t/m 49) 26-02-2011 t/m 28-01-2012 Hitnotering: (Week 50 t/m 51) 28-11-2015 t/m 05-12-2015 | Hitnotering: (Week 1 t/m 49) 26-02-2011 t/m 28-01-2012 Hitnotering: (Week 50 t/m 51) 28-11-2015 t/m 05-12-2015 | Hitnotering: (Week 1 t/m 49) 26-02-2011 t/m 28-01-2012 Hitnotering: (Week 50 t/m 51) 28-11-2015 t/m 05-12-2015 | Hitnotering: (Week 1 t/m 49) 26-02-2011 t/m 28-01-2012 Hitnotering: (Week 50 t/m 51) 28-11-2015 t/m 05-12-2015 | Hitnotering: (Week 1 t/m 49) 26-02-2011 t/m 28-01-2012 Hitnotering: (Week 50 t/m 51) 28-11-2015 t/m 05-12-2015 | Hitnotering: (Week 1 t/m 49) 26-02-2011 t/m 28-01-2012 Hitnotering: (Week 50 t/m 51) 28-11-2015 t/m 05-12-2015 | Hitnotering: (Week 1 t/m 49) 26-02-2011 t/m 28-01-2012 Hitnotering: (Week 50 t/m 51) 28-11-2015 t/m 05-12-2015 | Hitnotering: (Week 1 t/m 49) 26-02-2011 t/m 28-01-2012 Hitnotering: (Week 50 t/m 51) 28-11-2015 t/m 05-12-2015 | Hitnotering: (Week 1 t/m 49) 26-02-2011 t/m 28-01-2012 Hitnotering: (Week 50 t/m 51) 28-11-2015 t/m 05-12-2015 | Hitnotering: (Week 1 t/m 49) 26-02-2011 t/m 28-01-2012 Hitnotering: (Week 50 t/m 51) 28-11-2015 t/m 05-12-2015 | Hitnotering: (Week 1 t/m 49) 26-02-2011 t/m 28-01-2012 Hitnotering: (Week 50 t/m 51) 28-11-2015 t/m 05-12-2015 | Hitnotering: (Week 1 t/m 49) 26-02-2011 t/m 28-01-2012 Hitnotering: (Week 50 t/m 51) 28-11-2015 t/m 05-12-2015 | Hitnotering: (Week 1 t/m 49) 26-02-2011 t/m 28-01-2012 Hitnotering: (Week 50 t/m 51) 28-11-2015 t/m 05-12-2015 | Hitnotering: (Week 1 t/m 49) 26-02-2011 t/m 28-01-2012 Hitnotering: (Week 50 t/m 51) 28-11-2015 t/m 05-12-2015 | Hitnotering: (Week 1 t/m 49) 26-02-2011 t/m 28-01-2012 Hitnotering: (Week 50 t/m 51) 28-11-2015 t/m 05-12-2015 | Hitnotering: (Week 1 t/m 49) 26-02-2011 t/m 28-01-2012 Hitnotering: (Week 50 t/m 51) 28-11-2015 t/m 05-12-2015 | Hitnotering: (Week 1 t/m 49) 26-02-2011 t/m 28-01-2012 Hitnotering: (Week 50 t/m 51) 28-11-2015 t/m 05-12-2015 | Hitnotering: (Week 1 t/m 49) 26-02-2011 t/m 28-01-2012 Hitnotering: (Week 50 t/m 51) 28-11-2015 t/m 05-12-2015 | Hitnotering: (Week 1 t/m 49) 26-02-2011 t/m 28-01-2012 Hitnotering: (Week 50 t/m 51) 28-11-2015 t/m 05-12-2015 |
| Week: | 1 | 2 | 3 | 4 | 5 | 6 | 7 | 8 | 9 | 10 | 11 | 12 | 13 | 14 | 15 | 16 | 17 | 18 | 19 | 20 |
| --- | --- | --- | --- | --- | --- | --- | --- | --- | --- | --- | --- | --- | --- | --- | --- | --- | --- | --- | --- | --- |
| Positie: | 34 | 8 | 2 | 3 | 1 | 2 | 3 | 4 | 6 | 5 | 5 | 6 | 6 | 12 | 9 | 13 | 21 | 22 | 24 | 21 |
| Week: | 21 | 22 | 23 | 24 | 25 | 26 | 27 | 28 | 29 | 30 | 31 | 32 | 33 | 34 | 35 | 36 | 37 | 38 | 39 | 40 |
| Positie: | 23 | 25 | 31 | 32 | 37 | 43 | 34 | 45 | 49 | 50 | 55 | 58 | 40 | 44 | 50 | 59 | 64 | 56 | 50 | 62 |
| Week: | 41 | 42 | 43 | 44 | 45 | 46 | 47 | 48 | 49 | | 50 | 51 | | | | | | | | |
| Positie: | 57 | 59 | 62 | 68 | 40 | 32 | 50 | 67 | 78 | uit | 77 | 95 | uit | | | | | | | |

### VlaamseUltratop 50
| Hitnotering: (Week 1 t/m 44) 16-04-2011 t/m 11-02-2012 Hitnotering: (Week 45) 25-02-2012 Hitnotering: (Week 46) 12-01-2013 | Hitnotering: (Week 1 t/m 44) 16-04-2011 t/m 11-02-2012 Hitnotering: (Week 45) 25-02-2012 Hitnotering: (Week 46) 12-01-2013 | Hitnotering: (Week 1 t/m 44) 16-04-2011 t/m 11-02-2012 Hitnotering: (Week 45) 25-02-2012 Hitnotering: (Week 46) 12-01-2013 | Hitnotering: (Week 1 t/m 44) 16-04-2011 t/m 11-02-2012 Hitnotering: (Week 45) 25-02-2012 Hitnotering: (Week 46) 12-01-2013 | Hitnotering: (Week 1 t/m 44) 16-04-2011 t/m 11-02-2012 Hitnotering: (Week 45) 25-02-2012 Hitnotering: (Week 46) 12-01-2013 | Hitnotering: (Week 1 t/m 44) 16-04-2011 t/m 11-02-2012 Hitnotering: (Week 45) 25-02-2012 Hitnotering: (Week 46) 12-01-2013 | Hitnotering: (Week 1 t/m 44) 16-04-2011 t/m 11-02-2012 Hitnotering: (Week 45) 25-02-2012 Hitnotering: (Week 46) 12-01-2013 | Hitnotering: (Week 1 t/m 44) 16-04-2011 t/m 11-02-2012 Hitnotering: (Week 45) 25-02-2012 Hitnotering: (Week 46) 12-01-2013 | Hitnotering: (Week 1 t/m 44) 16-04-2011 t/m 11-02-2012 Hitnotering: (Week 45) 25-02-2012 Hitnotering: (Week 46) 12-01-2013 | Hitnotering: (Week 1 t/m 44) 16-04-2011 t/m 11-02-2012 Hitnotering: (Week 45) 25-02-2012 Hitnotering: (Week 46) 12-01-2013 | Hitnotering: (Week 1 t/m 44) 16-04-2011 t/m 11-02-2012 Hitnotering: (Week 45) 25-02-2012 Hitnotering: (Week 46) 12-01-2013 | Hitnotering: (Week 1 t/m 44) 16-04-2011 t/m 11-02-2012 Hitnotering: (Week 45) 25-02-2012 Hitnotering: (Week 46) 12-01-2013 | Hitnotering: (Week 1 t/m 44) 16-04-2011 t/m 11-02-2012 Hitnotering: (Week 45) 25-02-2012 Hitnotering: (Week 46) 12-01-2013 | Hitnotering: (Week 1 t/m 44) 16-04-2011 t/m 11-02-2012 Hitnotering: (Week 45) 25-02-2012 Hitnotering: (Week 46) 12-01-2013 | Hitnotering: (Week 1 t/m 44) 16-04-2011 t/m 11-02-2012 Hitnotering: (Week 45) 25-02-2012 Hitnotering: (Week 46) 12-01-2013 | Hitnotering: (Week 1 t/m 44) 16-04-2011 t/m 11-02-2012 Hitnotering: (Week 45) 25-02-2012 Hitnotering: (Week 46) 12-01-2013 | Hitnotering: (Week 1 t/m 44) 16-04-2011 t/m 11-02-2012 Hitnotering: (Week 45) 25-02-2012 Hitnotering: (Week 46) 12-01-2013 |
| Week: | 1 | 2 | 3 | 4 | 5 | 6 | 7 | 8 | 9 | 10 | 11 | 12 | 13 | 14 | 15 | 16 |
| --- | --- | --- | --- | --- | --- | --- | --- | --- | --- | --- | --- | --- | --- | --- | --- | --- |
| Positie: | 13 | 8 | 4 | 2 | 2 | 1 | 1 | 3 | 4 | 2 | 2 | 3 | 5 | 5 | 4 | 3 |
| Week: | 17 | 18 | 19 | 20 | 21 | 22 | 23 | 24 | 25 | 26 | 27 | 28 | 29 | 30 | 31 | 32 |
| Positie: | 2 | 4 | 11 | 11 | 9 | 13 | 12 | 17 | 17 | 24 | 26 | 34 | 36 | 35 | 36 | 41 |
| Week: | 33 | 34 | 35 | 36 | 37 | 38 | 39 | 40 | 41 | 42 | 43 | 44 | | 45 | | 46 |
| Positie: | 35 | 30 | 32 | 33 | 38 | 26 | 21 | 20 | 31 | 38 | 40 | 45 | uit | 37 | uit | 49 |
| Week: | | | | | | | | | | | | | | | | |
| Positie: | uit | | | | | | | | | | | | | | | |

### VlaamseRadio 2 Top 30
| Hitnotering: 09-04-2011 t/m 03-12-2011 | Hitnotering: 09-04-2011 t/m 03-12-2011 | Hitnotering: 09-04-2011 t/m 03-12-2011 | Hitnotering: 09-04-2011 t/m 03-12-2011 | Hitnotering: 09-04-2011 t/m 03-12-2011 | Hitnotering: 09-04-2011 t/m 03-12-2011 | Hitnotering: 09-04-2011 t/m 03-12-2011 | Hitnotering: 09-04-2011 t/m 03-12-2011 | Hitnotering: 09-04-2011 t/m 03-12-2011 | Hitnotering: 09-04-2011 t/m 03-12-2011 | Hitnotering: 09-04-2011 t/m 03-12-2011 | Hitnotering: 09-04-2011 t/m 03-12-2011 | Hitnotering: 09-04-2011 t/m 03-12-2011 | Hitnotering: 09-04-2011 t/m 03-12-2011 | Hitnotering: 09-04-2011 t/m 03-12-2011 | Hitnotering: 09-04-2011 t/m 03-12-2011 | Hitnotering: 09-04-2011 t/m 03-12-2011 | Hitnotering: 09-04-2011 t/m 03-12-2011 | Hitnotering: 09-04-2011 t/m 03-12-2011 |
| Week:                                  | 1                                      | 2                                      | 3                                      | 4                                      | 5                                      | 6                                      | 7                                      | 8                                      | 9                                      | 10                                     | 11                                     | 12                                     | 13                                     | 14                                     | 15                                     | 16                                     | 17                                     | 18                                     |
| -------------------------------------- | -------------------------------------- | -------------------------------------- | -------------------------------------- | -------------------------------------- | -------------------------------------- | -------------------------------------- | -------------------------------------- | -------------------------------------- | -------------------------------------- | -------------------------------------- | -------------------------------------- | -------------------------------------- | -------------------------------------- | -------------------------------------- | -------------------------------------- | -------------------------------------- | -------------------------------------- | -------------------------------------- |
| Positie:                               | 22                                     | 19                                     | 17                                     | 10                                     | 5                                      | 2                                      | 1                                      | 1                                      | 1                                      | 2                                      | 2                                      | 1                                      | 1                                      | 2                                      | 3                                      | 3                                      | 1                                      | 1                                      |
| Week:                                  | 18                                     | 19                                     | 21                                     | 22                                     | 23                                     | 24                                     | 25                                     | 26                                     | 27                                     | 28                                     | 29                                     | 30                                     | 31                                     | 32                                     | 33                                     | 34                                     | 35                                     |                                        |
| Positie:                               | 1                                      | 2                                      | 2                                      | 2                                      | 4                                      | 6                                      | 7                                      | 8                                      | 10                                     | 13                                     | 15                                     | 18                                     | 21                                     | 25                                     | 27                                     | 29                                     | 30                                     | uit                                    |

### Evergreen Top 1000
| Evergreen Top 1000 "Set Fire to the Rain" | Evergreen Top 1000 "Set Fire to the Rain" | Evergreen Top 1000 "Set Fire to the Rain" | Evergreen Top 1000 "Set Fire to the Rain" | Evergreen Top 1000 "Set Fire to the Rain" | Evergreen Top 1000 "Set Fire to the Rain" | Evergreen Top 1000 "Set Fire to the Rain" | Evergreen Top 1000 "Set Fire to the Rain" | Evergreen Top 1000 "Set Fire to the Rain" | Evergreen Top 1000 "Set Fire to the Rain" | Evergreen Top 1000 "Set Fire to the Rain" | Evergreen Top 1000 "Set Fire to the Rain" |
| Jaar                                      | 2008                                      | 2009                                      | 2010                                      | 2011                                      | 2012                                      | 2013                                      | 2014                                      | 2015                                      | 2016                                      | 2017                                      | 2018                                      |
| ----------------------------------------- | ----------------------------------------- | ----------------------------------------- | ----------------------------------------- | ----------------------------------------- | ----------------------------------------- | ----------------------------------------- | ----------------------------------------- | ----------------------------------------- | ----------------------------------------- | ----------------------------------------- | ----------------------------------------- |
| Positie                                   | -                                         | -                                         | -                                         | -                                         | -                                         | -                                         | -                                         | -                                         | -                                         | 659                                       | 622                                       |

### NPO Radio 2 Top 2000
| Nummer met noteringen in de NPO Radio 2 Top 2000 | '11 | '12 | '13 | '14 | '15 | '16 | '17 | '18 | '19 | '20 | '21 | '22 | '23 | '24 |
| ------------------------------------------------ | --- | --- | --- | --- | --- | --- | --- | --- | --- | --- | --- | --- | --- | --- |
| Set Fire to the Rain                             | 26  | 37  | 103 | 106 | 88  | 181 | 253 | 248 | 281 | 364 | 361 | 387 | 292 | 346 |

1. ↑  Een vetgedrukt getal geeft de hoogste notering aan.
2. ↑  2011 was het eerste jaar met een notering voor dit nummer.